# Tarte conversation
La tarte conversation est une pâtisserie faite de pâte feuilletée fourrée de crème frangipane avec un glaçage royal.